# Коннетабль Португалии
Коннета́бль Португа́лии (порт. Condestável de Portugal) — высшая военная должность королевства Португалия. Учреждена в 1382 году королём Фернанду I по примеру аналогичных должностей во Франции и Англии. Коннетабль являлся главнокомандующим португальской армии и считался вторым лицом государства после короля. Со времени основания государства и до возникновения этой должности функции главнокомандующего исполнял алфереш-мор Португалии. При Жуане IV (1640—1656) должность коннетабля перестает быть связанной с реальными военными и административными функциями и становится почетным титулом. Большинство коннетаблей происходили из королевских династий Португалии: Ависской, Брагансской и Браганса-Кобург.

## Список коннетаблей Португалии
1. 1382—1384: Алвару Пиреш де Каштру, 1-й граф де Аррайолуш, бастард из знатного галисийского рода, брат Инес де Кастро
2. 1385—1431: Нуну Алвареш Перейра, 2-й граф де Аррайолуш, выдающийся полководец, прозванный «святой коннетабль»
3. 1431—1442: инфант Жуан, сын короля Жуана I
4. 1442—1443: инфант Диогу, сын предыдущего
5. 1443—1466: инфант Педру, кузен короля Афонсу V, претендент на трон Арагона
6. 1466—1470: инфант Фернанду, 1-й герцог де Бежа, 2-й герцог Визеу, брат короля Афонсу V
7. 1470—?: Жуан де Браганса, маркиз Монтемор-у-Нову, сын 2-го герцога де Браганса
8. ?—1504: Афонсу де Визеу, племянник-бастард короля Мануэла I
9. ?—1555: инфант Луиш, 5-й герцог де Бежа, брат короля Жуана III
10. 1555—1576: инфант Дуарте, 5-й герцог Гимарайнш, племянник короля Жуана III
11. 1576—1581: Жуан, 6-й герцог де Браганса, муж инфанты Катарины, сестры предыдущего коннетабля и последней легитимной представительницы Ависской династии, претендентки на трон Португалии
12. 1581—1582: Фернандо Альварес де Толедо, 3-й герцог Альба, испанский полководец, возглавлявший армию Филиппа II в войне за португальское наследство, 1-й вице-король Португалии
13. 1582—1630: Теодозиу, 7-й герцог де Браганса, сын инфанты Катарины, получивший звание коннетабля в обмен на признание Филиппа II королём Португалии
14. 1630—1640: Жуан, 8-й герцог де Браганса, сын предыдущего, с 1640 года — король Португалии под именем Жуана IV
15. 1641—1645: Франсишку де Мелу, 3-й маркиз де Феррейра, участник переворота, возведшего Жуана IV на престол
16. 1648—1668: инфант Педру, сын короля Жуана IV, с 1683 года — король Португалии под именем Педру II
17. 1668—1727: Нуну Алвареш Перейра де Мелу, 1-й герцог де Кадавал, сын коннетабля Франсишку де Мелу
18. 1727—1742: инфант Франсишку, 11-й герцог де Бежа, брат короля Жуана V
19. ?—1792: инфант Жуан, сын короля Педру III и королевы Марии I, с 1816 года король Португалии под именем Жуана VI
20. 1821—1824: инфант Мигел, сын предыдущего, в 1828—1834 годах король Португалии
21. 1824—1837: Нуну Каэтану Алвареш Перейра де Мелу, 6-й герцог де Кадавал
22. ?—1858: Антониу де Вашконселуш и Соза, 3-й маркиз де Каштелу-Мельор.
23. 1858—1861: инфант Луиш, брат короля Педру V, с 1861 года король Португалии
24. 1861: инфант Жуан, герцог де Бежа, брат предыдущего
25. 1865—1910: инфант Афонсу, герцог Порту, сын короля Луиша I